# Інтегральне числення
Інтегральне числення — розділ математичного аналізу, що вивчає поняття інтеграла й інтегрування 
- Первісна
- Невизначений інтеграл
- Властивості невизначеного інтеграла
- Таблиця основних формул інтегрування
- Методи інтегрування
- Раціональні дроби
  - Розклад правильного раціонального дробу на елементарні дроби на множині дійсних і комплексних чисел
  - Інтегрування раціональних дробів Метод Остроградського
- Інтегрування деяких ірраціональностей
- Підстановка Ейлера
- Інтеграли від диференціального бінома
- Інтегрування виразів, що містять тригонометричні та показникові функції
- Визначений інтеграл
- Верхні та нижні суми Дарбу, верхній і нижній інтеграли Дарбу
- Необхідні й достатні умови інтегрованості функції
  - Обмеженість інтегрованої функції
  - Інтегрованість неперервних і монотонних функцій
- Властивості визначеного інтеграла
- Визначений інтеграл із змінною верхньою границею
- Неперервність і диференційованість інтеграла по верхній границі
- Формула Ньютона—Лейбніца
- Формула заміни змінної в інтегралі
- Інтегрування частинами
- Теореми про середнє значення
- Застосування інтегрального числення до задач з геометрії, механіки, фізики. Обчислення довжини дуги, площі, об'єму, обчислення механічних і фізичних величин.
- Невласні інтеграли з нескінченними границями інтегрування
- Критерій Коші збіжності інтегралів
- Достатні ознаки збіжності
- Абсолютна і умовна збіжності
- Невластивий інтеграл
  - Основні формули і ознаки збіжності
  - Заміна змінних і формула інтегрування частинами для невласних інтегралів
  - Гамма-функція
  - Бета-функція
- Головне значення інтеграла за Коші